# Грэм, Келвин
Ке́лвин Джон Грэм (англ. Kelvin John Graham; 27 апреля 1964) — австралийский гребец-байдарочник, выступал за сборную Австралии в конце 1980-х — начале 1990-х годов. Бронзовый призёр летних Олимпийских игр в Сеуле и Барселоне, победитель регат национального и международного значения.

## Биография
Келвин Грэм родился 27 апреля 1964 года. Активно заниматься греблей начал в раннем детстве, проходил подготовку в одном из спортивных клубов Квинсленда.
Первого серьёзного успеха на взрослом международном уровне добился в 1988 году, когда попал в основной состав австралийской национальной сборной и благодаря череде удачных выступлений удостоился права защищать честь страны на летних Олимпийских играх в Сеуле, где вместе с напарником Питером Фостером завоевал бронзовую медаль в программе байдарок-двоек на тысяче метрах — в финале их обошли только экипажи из США и Новой Зеландии. Также они с Фостером стартовали в гонках двоек на пятистах метрах, но дошли здесь только до стадии полуфиналов.
После сеульской Олимпиады Грэм остался в основном составе гребной команды Австралии и продолжил принимать участие в крупнейших международных регатах. Так, в 1992 году он благополучно прошёл квалификацию на Олимпийские игры в Барселоне — выиграл бронзовую медаль в зачёте четырёхместных байдарок на дистанции 1000 метров, финишировал позади экипажей из Германии и Венгрии. Вскоре по окончании этих заездов принял решение завершить карьеру профессионального спортсмена, уступив место в сборной молодым австралийским гребцам.